# Hound Tor
Hound Tor – granitowe wzniesienie w południowo-zachodniej Anglii, drugie co do wysokości w Parku Narodowym Dartmoor, w hrabstwie Devon, wysokie na 414 m (1358 stóp) nad poziomem morza. 

## Opuszczona wioska
Na południowy wschód od wzgórza znajdują się ruiny Hundatora, opuszczonej średniowiecznej wioski, która została odkopana w latach 1961 i 1975. Posiada ona cztery długie domy, kanały odwadniające i kilka mniejszych domów i stodół. Trzy stodoły służyły do przechowywania ziarna.